# Yalta (Automarke)

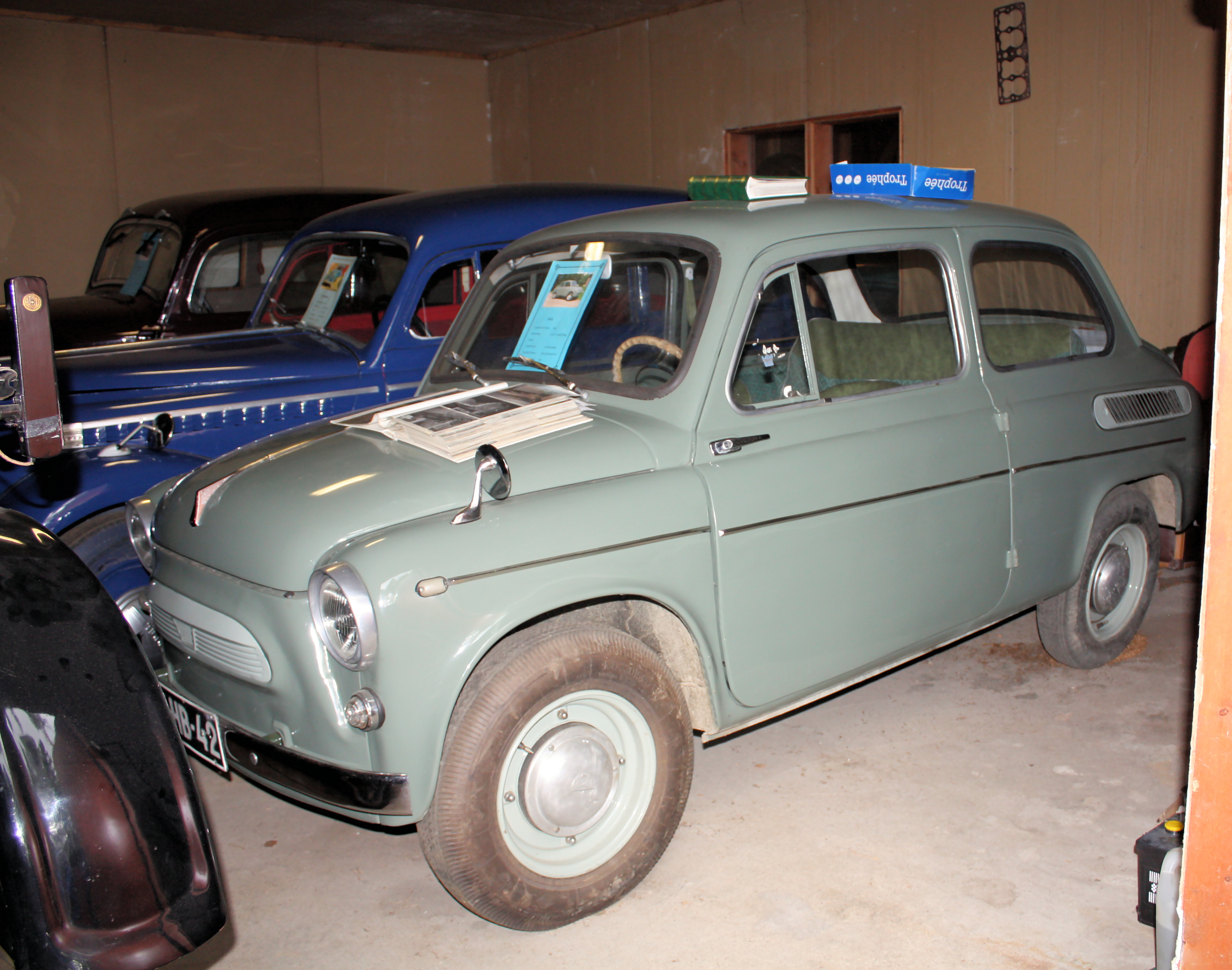
Jalta (alias SAS-965AE) im Jakola Car Museum in Pylkönmäki, Finnland

Yalta (Jalta) war eine Exportbezeichnung für die Fahrzeuge der Automarke Saporoshez in den westeuropäischen Ländern. 
Das Automobilwerk Saporisky Awtomobilebudiwny Sawod, kurz SAS oder ZAZ, aus Saporischschja in der Ukraine verwendete zu Zeiten der Sowjetunion diesen Markennamen unter anderem für den Export nach Belgien, in die Niederlande und nach Skandinavien. Der Vertrieb erfolgte durch folgende Unternehmen:
- Scaldia-Volga in Belgien
- Gremi in den Niederlanden
- Darlov in Dänemark
- Konela in Finnland.

Nach Österreich wurde der Saporoshez unter dem Markennamen Eliette geliefert.

## Modelle
- Yalta bzw. Yalta 850 – ein Saporoshez SAS-965A in der Exportausführung mit verbesserter Ausstattung (SAS-965AE) mit einem 0,9-Liter-Motor. Die technischen Daten entsprechen weitgehend dem SAS-965A. Der Wagen war in Belgien zum Preis von 43.900 Franken erhältlich. Die Bezeichnung in den Niederlanden und Finnland lautete Jalta, in Dänemark: Jalta 900.
- Yalta 1000 – ein Saporoshez SAS-966 mit einem 1,0-Liter-Motor. Teilweise wurden die Fahrzeuge von Scaldia-Volga mit dem 956-cm³-Vierzylinder-Reihenmotor des Renault 8 ausgestattet.